# Geart Benedictus
Geert (Geart) Benedictus (Garijp, 11 augustus 1952) is een Nederlands politicus voor het CDA.
Benedictus was vanaf 19 mei 2009 tot 7 juni 2011 lid van de CDA-fractie in de Eerste Kamer. Hij is zelfstandig adviseur in de agrarische sector. Hij was dierenarts en directeur van de Gezondheidsdienst voor Dieren in Noord-Nederland. Hij bekleedde diverse functies op veterinair gebied en in landbouworganisaties. Verder was hij onder meer voorzitter van de Bond van Friese vogelwachten.
- Parlement.com: vhjogfpwhkz5